# Kōzō Ōta
Kōzō Ōta (太田耕造 Ōta Kōzō?) (Nihonmatsu, Imperio del Japón, 15 de diciembre de 1889-Japón, 26 de noviembre de 1981) fue un abogado, político y educador japonés, conocido por su papel en el Gobierno durante la Segunda Guerra Mundial y como fundador de la Universidad de Asia. Su vida refleja una combinación de compromiso cristiano, pasión por la educación y un profundo interés en la reconstrucción y desarrollo de Japón a través del fortalecimiento de los valores de autonomía y cooperación. La influencia de Ōta no solo se limitó a Japón, sino que también abarcó esfuerzos para promover el entendimiento y la colaboración entre las naciones asiáticas.

## Biografía
Tras los seis años de edad, Ōta se trasladó con su familia, enfrentando condiciones económicas adversas que marcaron su infancia. Inició su educación formal en el instituto privado Gakuhan-juku, bajo la dirección del calígrafo Chūshū Mishima, y más tarde ingresó a la Universidad Imperial de Tokio, donde se graduó en Derecho con especialización en Derecho Inglés en 1920.
Después de trabajar como abogado en el Tribunal de Distrito de Tokio, Ōta ocupó diversos cargos, incluyendo el de secretario del primer ministro Kiichirō Hiranuma en 1939 y secretario jefe del Gabinete durante el mismo periodo. En 1945, en los últimos meses de la Segunda Guerra Mundial, fue nombrado ministro de Educación en el gabinete de Kantarō Suzuki. Durante su gestión, Ōta se esforzó por preservar el sistema imperial japonés en medio de una transición histórica hacia el fin de la guerra.
Sin embargo, al finalizar el conflicto, fue detenido bajo sospecha de crímenes de guerra de clase A y recluido en la prisión de Sugamo durante un año y medio, hasta ser liberado sin cargos.
Tras su liberación, Ōta dedicó su vida a la educación, convencido de que el futuro de Japón residía en la formación integral de la juventud. En 1953, fundó Asia Gakuen, que se convertiría dos años después en la Universidad de Asia, donde asumió el rol de rector. Su filosofía educativa se centró en el concepto de «autonomía y cooperación», buscando formar individuos capaces de liderar en un contexto global y fomentar el intercambio cultural y académico entre naciones asiáticas.